# 南海電気鉄道運輸教習所
運輸教習所（うんゆきょうしゅうじょ） は南海電気鉄道（南海電鉄）鉄道営業本部営業部の研修施設である。国土交通省動力車操縦者養成所に指定され、主に南海本線・南海高野線の乗務員養成及び新入社員研修や南海グループ各社（阪堺電気軌道・南海バス・和歌山バス・和歌山バス那賀など）の各種集合研修などを実施している。

## 概要
- 所在地：大阪府高石市羽衣4丁目（最寄駅：南海本線羽衣駅徒歩約20分）

### 講習課程
- 甲種電気車運転免許
- 乙種電気車運転免許
- 車掌科
- 駅掌科

## 研修施設
- 駅務機器実習室（南海端末、自動券売機、自動改札機）
- 実設訓練線
- 運転士・車掌用運転シミュレーター

### 実習線路
軌道（狭軌）、分岐器、踏切、架線、信号機、通信設備、台車、その他がある。

### 乗務員養成受託業務
- 泉北高速鉄道：泉北線乗務員養成
- 阪堺電気軌道：阪堺線・上町線乗務員養成

### その他施設
- 研修者専用寮
- 食堂